# I Walk to My Own Song
Maniac Dance е сингъл на финландската група „Стратовариус“, издаден през 2003 г. от Nuclear Blast. Към заглавната песен има заснет видеоклип.

## Състав
- Тимо Котипелто – вокали
- Тимо Толки – китара
- Яри Кайнулайнен – бас китара
- Йенс Юхансон – клавишни
- Йорг Михаел – ударни